# キルギス人
キルギス人（キルギスじん、キルギス語: Кыргыз, ラテン文字転写: Kyrgyz）は、主にキルギス共和国を中心として中央アジアに分布するテュルク系民族。自称はクルグズ。キルギス共和国の約260万人のほか、周辺の旧ソビエト連邦諸国や中国の新疆ウイグル自治区などにも数十万人が住み、中国55少数民族のひとつに数えられる。

## 名称
日本語で一般的に用いられる民族名キルギスは、ロシア語による民族名 Киргиз（Kirgiz）に由来する。これに対し、キルギス語による自称はクルグズ（Кыргыз, Kyrgyz）という。帝政時代のロシア人はカザフ人のことを誤ってキルギスと呼んでいたため、本来のキルギスはカラ・キルギス（「黒いキルギス人」の意）と呼ばれていた。
ソ連時代にキルギスと他称されるようになり、対外的には“Kirghiz”と表記された。1990年にキルギス共和国が主権宣言をしたのち、キルギス語に準じた“Kyrgyz”の表記が国際的に使われるようになる。日本の学界でも、「キルギス」は他称あるいは誤称であり、「クルグズ」と表記するのが正当とされている。
なお中国では、「キルギス」を音写した吉爾吉斯をキルギス共和国のキルギスを指すのに用い、「クルグズ」を音写した柯爾克孜を中国の少数民族としてのキルギスを指す民族名として使い分ける。

## 歴史

### イェニセイ・キルギス
『史記』などの古代中国の歴史書に名前が見られる堅昆（けんこん）が、キルギスの名で記録された最初の民族集団と考えられている。彼らは南シベリアのイェニセイ川上流域で遊牧生活を行い、匈奴に服属していた。その後、同じ地域にいた民族として記録される契骨（けいこつ）もやはりキルギスの名を記録したものである。当初彼らの風貌は、背が高く、白い肌を持ち、青い目を持つと記されていた。これらのことから、キルギス人の祖先は、コーカソイドであると言われている（ただし、現在のキルギス人とは関連性があるかどうかは不詳である）。
唐代には黠戛斯（かつかつし）として記録され、はじめ突厥（テュルク）、のち回鶻（ウイグル）に服属していたが、840年に決起してイェニセイ川から南下し、回鶻を滅ぼした。しかし、回鶻に代わってモンゴル高原を支配することはできず、その後もキルギスの名を持つ集団はイェニセイ上流域に留まったようである。13世紀にチンギス・カンがモンゴル帝国を建てるとこれに服属した。

### 天山キルギス
現在のキルギス人は天山山脈、パミール・アライ方面に居住している人々を指す。この天山キルギスと古代にイェニセイ川流域に割拠したイェニセイ・キルギスとの間に関係性があるのかについて、これまでにさまざまな議論がなされてきた。その中でS・アブラムゾンはこの問題について3つの仮説があると指摘した。
1. ペルンシュタムの説 - イェニセイ・キルギスが10世紀以上の年月、幾波にもわたる民族移動を経て天山地方に移住してきた。
2. ビチューリン、ワリハノフ、アリストーフ、マルグランの説 - キルギス人は古代からもともと天山地方に住んでいた。
3. ペトロフの説 - イルティシュ川にいたキマク・キルギス或いは東部キプチャクがイェニセイ・キルギスのアイデンティティーを受け継いでキルギスの名を冠し、天山地方に移住した。

いずれにせよ、天山キルギスはこの後モンゴル帝国の支配下でモンゴル的要素を受け入れ、中央アジアへ進出後のカザフ・ノガイ的要素、ウズベク、タジクといった中央アジア的要素を受けついで現在のキルギス人形成に至る。
中央アジアのキルギス人は、17世紀頃、近隣の民族の影響を受けてイスラム教に改宗したが、オイラトの立てたジュンガル帝国に服属した。ジュンガルの崩壊後は、最終的にロシア帝国の支配下に入る。
イェニセイ川流域に残ったキルギス人は、現在のハカス人などの祖先となったと考えられている。

### ロシア革命後
キルギス人が独立した民族として一つの自治体をつくったのは、ロシア革命後の1924年、ロシア・ソビエト連邦社会主義共和国の管轄下でカラ・キルギス自治州が置かれたことに始まる。その後、キルギス自治ソビエト社会主義共和国（1926年）、キルギス・ソビエト社会主義共和国（1936年）がソ連の構成国としてであるが建てられた。

### 独立
1991年、ソ連が崩壊すると、キルギス人はキルギスタン共和国を建国し、CIS（独立国家共同体）に参加、国際連合にも加盟し（1992年）、名実ともに独立を果たした。1993年には現在のキルギス共和国に改称する。

## 中国の自治地方

### 自治州
- 新疆ウイグル自治区
  - クズルス・キルギス自治州

### 民族郷
- オンスー県
  - 博孜墩キルギス族郷
- ウシュトゥルファン県
  - 亜曼蘇キルギス族郷
- タシュクルガン・タジク自治県
  - 科克亜爾キルギス族郷
- グマ県
  - 康克爾キルギス民族郷
- モンゴルキュレ県
  - 夏特キルギス族郷
- テケス県
  - 闊克鉄熱克キルギス民族郷
- 富裕県
  - 友誼ダウール族満族キルギス族郷

## 文化

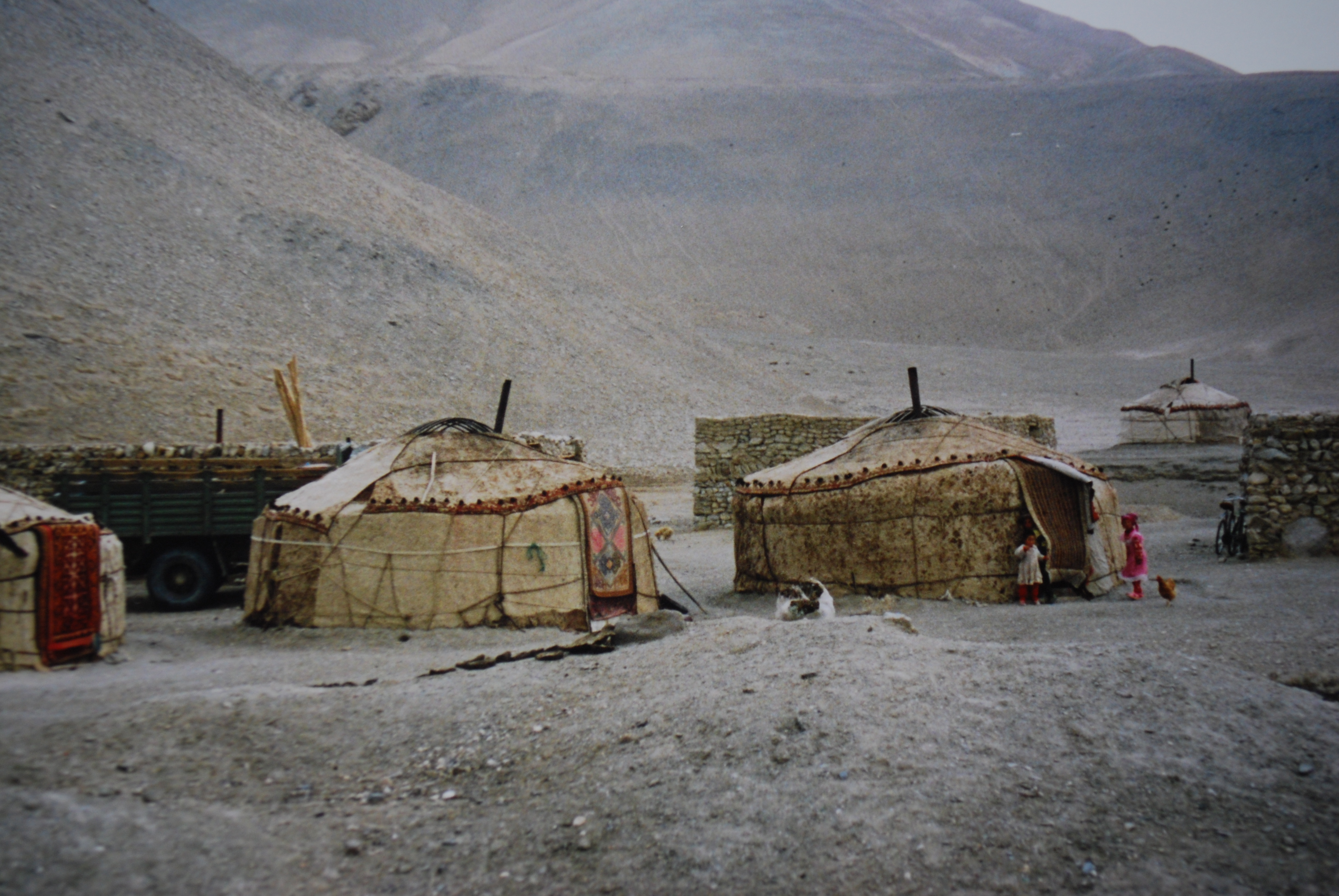
キルギス人（中国）のユルト

- 言語と宗教
テュルク諸語のひとつ、キルギス語を話し、ほとんどがムスリム（イスラム教徒）である。宗派はスンナ派だが、イスラム化した時期が遅いため、シャーマニズムなどの自然信仰の要素も残存している。生業は元来はほとんど遊牧だったが、1930年代にソ連によって定住化政策が推し進められた結果、現在は多くが農業などに従事している。
中国黒龍江省富裕県のキルギス人は、シャーマニズムとラマ仏教を信仰している。ただし、この集団は厳密には、ロシア連邦の民族で言うところのハカス人に近い民族集団である。言語（富裕キルギス語）、習俗とも中央アジアのキルギス人よりも、むしろハカス人に近い。
- 文化遺産
叙事詩『マナス』がキルギス民族の文化遺産としてよく知られている。
- 伝説
在京キルギス大使館の開館セレモニーにおける松宮政務官の挨拶より。
キルギスの方々の間では「大昔、キルギス人と日本人が兄弟で、肉が好きな者はキルギス人となり、魚を好きな者は東に渡って日本人となった。」と言われていると伺っており、またキルギス人と日本人は顔がそっくりであるともよく聞いています[1]。

## 遺伝的系譜
モンゴロイドを基本として、若干コーカソイドの特徴もあるキルギス人であるが、Y染色体ハプログループはコーカソイド由来のR1aが63.5%の高頻度で見られる。
中国国内北西部のキルギス族のY染色体遺伝子調査によると、ハプログループR1aが48.13％、ハプログループC2が26.56%、ハプログループJが7.47％などとなっている。

## 著名人
- 伊斯哈克拜克·木農阿吉（1902-1949） - 1944年6月に民族軍を創立、総司令を務めた。
- 朱素甫·瑪瑪依 - 歌手
- チンギス・アイトマートフ - 作家
- ラジャブアリ・シェイドゥラエフ - 総合格闘家